# Fußball-Asienmeisterschaft 2019/Gruppe C
| Pl. | Land        | Sp. | S | U | N | Tore    | Diff. | Punkte |
| --- | ----------- | --- | - | - | - | ------- | ----- | ------ |
| 1.  | Südkorea    | 3   | 3 | 0 | 0 | 004:000 | +4    | 09     |
| 2.  | China       | 3   | 2 | 0 | 1 | 005:300 | +2    | 06     |
| 3.  | Kirgisistan | 3   | 1 | 0 | 2 | 004:400 | ±0    | 03     |
| 4.  | Philippinen | 3   | 0 | 0 | 3 | 001:700 | −6    | 0      |

Die Gruppe C der Fußball-Asienmeisterschaft 2019 war eine der sechs Gruppen des Turniers. Die ersten beiden Spiele wurden am 7. Januar 2019 ausgetragen, der letzte Spieltag fand am 16. Januar 2019 statt. Die Gruppe bestand aus den Nationalmannschaften aus Südkorea, China, Kirgisistan und den Philippinen.

## China – Kirgisistan 2:1 (0:1)
| China                                                                             | China | Kirgisistan | Kirgisistan | Aufstellung                         |
| --------------------------------------------------------------------------------- | --- | --- | ----------- | ----------------------------------- |
| China                                                                             | \| 1. Spieltag \| \| 7. Januar 2019 um 15:00 Uhr (12:00 Uhr MEZ) in al-Ain (Khalifa Bin Zayed Stadium) \| \| Zuschauer: 1.839 \| \| Schiedsrichter: Mohammed Abdullah Hassan Mohammed ( Vereinigte Arabische Emirate) \| \| Spielbericht \| | \| 1. Spieltag \| \| 7. Januar 2019 um 15:00 Uhr (12:00 Uhr MEZ) in al-Ain (Khalifa Bin Zayed Stadium) \| \| Zuschauer: 1.839 \| \| Schiedsrichter: Mohammed Abdullah Hassan Mohammed ( Vereinigte Arabische Emirate) \| \| Spielbericht \|                                                                               | Kirgisistan | Aufstellung China gegen Kirgisistan |
| China                                                                             | Yan Junling – Zhang Chengdong (89. Liu Yiming), Zhang Linpeng, Shi Ke (46. Hao Junmin), Feng Xiaoting , Liu Yang – Wu Xi, Chi Zhongguo, Jin Jingdao (24. Yu Dabao) – Gao Lin, Wu Lei Cheftrainer: Marcello Lippi ( Italien)                 | Pawel Matjasch – Waleri Kitschin , Achlidin Israilow (61. Anton Semljanuchin), Daniel Tagoe, Tamirlan Kosubajew – Bekschan Sagynbajew, Kairat Schyrgalbek Uulu, Farchad Musabekow, Edgar Bernhardt (82. Aziz Sydykow) – Mirlan Mursajew, Vitalij Lux (88. Ernist Batyrkanow) Cheftrainer: Alexander Krestinin ( Russland) | Kirgisistan | Aufstellung China gegen Kirgisistan |
| China                                                                             | 1:1 Matjasch (50., Eigentor) 2:1 Yu (78.) | 0:1 Israilow (42.) | Kirgisistan | Aufstellung China gegen Kirgisistan |
| China                                                                             | Schyrgalbek Uulu (57.) | | Kirgisistan | Aufstellung China gegen Kirgisistan |
| China                                                                             | Spieler des Spiels: Wu Lei (China) | | Kirgisistan | Aufstellung China gegen Kirgisistan |
| 1. Spieltag                                                                       | | |             |                                     |
| 7. Januar 2019 um 15:00 Uhr (12:00 Uhr MEZ) in al-Ain (Khalifa Bin Zayed Stadium) | | |             |                                     |
| Zuschauer: 1.839                                                                  | | |             |                                     |
| Schiedsrichter: Mohammed Abdullah Hassan Mohammed ( Vereinigte Arabische Emirate) | | |             |                                     |
| Spielbericht                                                                      | | |             |                                     |

## Südkorea – Philippinen 1:0 (0:0)
| Südkorea                                                                  | Südkorea | Philippinen | Philippinen | Aufstellung                            |
| ------------------------------------------------------------------------- | --- | --- | ----------- | -------------------------------------- |
| Südkorea                                                                  | \| 1. Spieltag \| \| 7. Januar 2019 um 17:30 Uhr (14:30 Uhr MEZ) in Dubai (al-Maktoum Stadium) \| \| Zuschauer: 3.185 \| \| Schiedsrichter: Nawaf Shukralla ( Bahrain) \| \| Spielbericht \|                                                               | \| 1. Spieltag \| \| 7. Januar 2019 um 17:30 Uhr (14:30 Uhr MEZ) in Dubai (al-Maktoum Stadium) \| \| Zuschauer: 3.185 \| \| Schiedsrichter: Nawaf Shukralla ( Bahrain) \| \| Spielbericht \|                                                                                              | Philippinen | Aufstellung Südkorea gegen Philippinen |
| Südkorea                                                                  | Kim Seung-gyu – Lee Yong, Kim Min-jae, Kim Young-gwon , Kim Jin-su – Jung Woo-young, Ki Sung-yong (58. Hwang In-beom), Lee Jae-sung (86. Ju Se-jong), Koo Ja-cheol (64. Lee Chung-yong), Hwang Hee-chan – Hwang Ui-jo Cheftrainer: Paulo Bento ( Portugal) | Michael Falkesgaard – Luke Woodland, Álvaro Silva, Stephan Palla, Daisuke Satō – John-Patrick Strauß (89. Phil Younghusband), Manuel Ott (78. Adam Reed), Kevin Ingreso (75. Iain Ramsay), Stephan Schröck – Patrick Reichelt, Javier Patiño Cheftrainer: Sven-Göran Eriksson ( Schweden) | Philippinen | Aufstellung Südkorea gegen Philippinen |
| Südkorea                                                                  | 1:0 Hwang U. (67.) | | Philippinen | Aufstellung Südkorea gegen Philippinen |
| Südkorea                                                                  | Lee Y. (25.), Jung (52.), Kim J. (77.) | Reichelt (60.), Schröck (88.) | Philippinen | Aufstellung Südkorea gegen Philippinen |
| Südkorea                                                                  | Spieler des Spiels: Hwang Ui-jo (Südkorea) | | Philippinen | Aufstellung Südkorea gegen Philippinen |
| 1. Spieltag                                                               | | |             |                                        |
| 7. Januar 2019 um 17:30 Uhr (14:30 Uhr MEZ) in Dubai (al-Maktoum Stadium) | | |             |                                        |
| Zuschauer: 3.185                                                          | | |             |                                        |
| Schiedsrichter: Nawaf Shukralla ( Bahrain)                                | | |             |                                        |
| Spielbericht                                                              | | |             |                                        |

## Philippinen – China 0:3 (0:1)
| Philippinen                                                                            | Philippinen | China | China | Aufstellung                         |
| -------------------------------------------------------------------------------------- | --- | --- | ----- | ----------------------------------- |
| Philippinen                                                                            | \| 2. Spieltag \| \| 11. Januar 2019 um 17:30 Uhr (17:30 Uhr MEZ) in Abu Dhabi (Mohammed Bin Zayed Stadium) \| \| Zuschauer: 16.013 \| \| Schiedsrichter: Hiroyuki Kimura ( Japan) \| \| Spielbericht \|                                                                                       | \| 2. Spieltag \| \| 11. Januar 2019 um 17:30 Uhr (17:30 Uhr MEZ) in Abu Dhabi (Mohammed Bin Zayed Stadium) \| \| Zuschauer: 16.013 \| \| Schiedsrichter: Hiroyuki Kimura ( Japan) \| \| Spielbericht \|           | China | Aufstellung Philippinen gegen China |
| Philippinen                                                                            | Michael Falkesgaard – Álvaro Silva, Luke Woodland, Carli de Murga (66. Phil Younghusband), Daisuke Satō – Kevin Ingreso, John-Patrick Strauß (85. Manuel Ott), Stephan Schröck , Stephan Palla – Patrick Reichelt (88. Curt Dizon), Javier Patiño Cheftrainer: Sven-Göran Eriksson ( Schweden) | Yan Junling – Zhang Linpeng, Feng Xiaoting, Shi Ke – Wu Xi, Zhao Xuri (72. Yu Hanchao), Zheng Zhi (83. Chi Zhongguo), Hao Junmin, Liu Yang – Gao Lin (80. Yu Dabao), Wu Lei Cheftrainer: Marcello Lippi ( Italien) | China | Aufstellung Philippinen gegen China |
| Philippinen                                                                            | 0:1 Wu L. (40.) 0:2 Wu L. (66.) 0:3 Yu D. (80.) | | China | Aufstellung Philippinen gegen China |
| Philippinen                                                                            | Silva (34.), Satō (55.) | Feng (73.) | China | Aufstellung Philippinen gegen China |
| Philippinen                                                                            | Spieler des Spiels: Wu Lei (China) | | China | Aufstellung Philippinen gegen China |
| 2. Spieltag                                                                            | | |       |                                     |
| 11. Januar 2019 um 17:30 Uhr (17:30 Uhr MEZ) in Abu Dhabi (Mohammed Bin Zayed Stadium) | | |       |                                     |
| Zuschauer: 16.013                                                                      | | |       |                                     |
| Schiedsrichter: Hiroyuki Kimura ( Japan)                                               | | |       |                                     |
| Spielbericht                                                                           | | |       |                                     |

## Kirgisistan – Südkorea 0:1 (0:1)
| Kirgisistan                                                                      | Kirgisistan | Südkorea | Südkorea | Aufstellung                            |
| -------------------------------------------------------------------------------- | --- | --- | -------- | -------------------------------------- |
| Kirgisistan                                                                      | \| 2. Spieltag \| \| 11. Januar 2019 um 20:00 Uhr (17:00 Uhr MEZ) in al-Ain (Hazza Bin Zayed Stadium) \| \| Zuschauer: 4.893 \| \| Schiedsrichter: Khamis al-Marri ( Katar) \| \| Spielbericht \| | \| 2. Spieltag \| \| 11. Januar 2019 um 20:00 Uhr (17:00 Uhr MEZ) in al-Ain (Hazza Bin Zayed Stadium) \| \| Zuschauer: 4.893 \| \| Schiedsrichter: Khamis al-Marri ( Katar) \| \| Spielbericht \|                                    | Südkorea | Aufstellung Kirgisistan gegen Südkorea |
| Kirgisistan                                                                      | Kutman Kadyrbekow – Kairat Schyrgalbek Uulu, Daniel Tagoe, Tamirlan Kosubajew, Waleri Kitschin – Achlidin Israilow (81. Tursunali Rustamow), Edgar Bernhardt (77. Bachtijar Dujschobekow), Aziz Sydykow (69. Vitalij Lux), Farchad Musabekow, Bekschan Sagynbajew – Mirlan Mursajew Cheftrainer: Alexander Krestinin ( Russland) | Kim Seung-gyu – Lee Yong, Kim Min-jae, Hong Chul, Kim Young-gwon – Hwang Hee-chan, Hwang In-beom, Jung Woo-young, Koo Ja-cheol (63. Ju Se-jong), Lee Chung-yong – Hwang Ui-jo (82. Ji Dong-won) Cheftrainer: Paulo Bento ( Portugal) | Südkorea | Aufstellung Kirgisistan gegen Südkorea |
| Kirgisistan                                                                      | 0:1 Kim M. (41.) | | Südkorea | Aufstellung Kirgisistan gegen Südkorea |
| Kirgisistan                                                                      | Rustamow (83.) | Lee Y. (79.) | Südkorea | Aufstellung Kirgisistan gegen Südkorea |
| Kirgisistan                                                                      | Spieler des Spiels: Hwang In-beom (Südkorea) | | Südkorea | Aufstellung Kirgisistan gegen Südkorea |
| 2. Spieltag                                                                      | | |          |                                        |
| 11. Januar 2019 um 20:00 Uhr (17:00 Uhr MEZ) in al-Ain (Hazza Bin Zayed Stadium) | | |          |                                        |
| Zuschauer: 4.893                                                                 | | |          |                                        |
| Schiedsrichter: Khamis al-Marri ( Katar)                                         | | |          |                                        |
| Spielbericht                                                                     | | |          |                                        |

## Südkorea – China 2:0 (1:0)
| Südkorea                                                                      | Südkorea | China | China | Aufstellung                      |
| ----------------------------------------------------------------------------- | --- | --- | ----- | -------------------------------- |
| Südkorea                                                                      | \| 3. Spieltag \| \| 16. Januar 2019 um 17:30 Uhr (14:30 Uhr MEZ) in Abu Dhabi (al-Nahyan Stadium) \| \| Zuschauer: 13.579 \| \| Schiedsrichter: Abdulrahman al-Jassim ( Katar) \| \| Spielbericht \|                                                          | \| 3. Spieltag \| \| 16. Januar 2019 um 17:30 Uhr (14:30 Uhr MEZ) in Abu Dhabi (al-Nahyan Stadium) \| \| Zuschauer: 13.579 \| \| Schiedsrichter: Abdulrahman al-Jassim ( Katar) \| \| Spielbericht \|                     | China | Aufstellung Südkorea gegen China |
| Südkorea                                                                      | Kim Seung-gyu – Kim Moon-hwan, Kim Min-jae, Kim Young-gwon, Kim Jin-su – Hwang In-beom, Jung Woo-young, Hwang Hee-chan, Lee Chung-yong (81. Ju Se-jong), Son Heung-min (89. Koo Ja-cheol) – Hwang Ui-jo (70. Ji Dong-won) Cheftrainer: Paulo Bento ( Portugal) | Yan Junling – Liu Yiming, Zhang Linpeng, Shi Ke, Liu Yang (74. Yu Hanchao) – Zheng Zhi (57. Chi Zhongguo), Zhang Chengdong, Zhao Xuri – Wu Xi (61. Gao Lin), Yu Dabao, Jin Jingdao Cheftrainer: Marcello Lippi ( Italien) | China | Aufstellung Südkorea gegen China |
| Südkorea                                                                      | 1:0 Hwang U. (14., Foulelfmeter) 2:0 Kim Mi. (51.) | | China | Aufstellung Südkorea gegen China |
| Südkorea                                                                      | Zhao (20.), Zhang C. (21.), Zhang L. (79.), Gao (90.) | | China | Aufstellung Südkorea gegen China |
| Südkorea                                                                      | Spieler des Spiels: Son Heung-min (Südkorea) | | China | Aufstellung Südkorea gegen China |
| 3. Spieltag                                                                   | | |       |                                  |
| 16. Januar 2019 um 17:30 Uhr (14:30 Uhr MEZ) in Abu Dhabi (al-Nahyan Stadium) | | |       |                                  |
| Zuschauer: 13.579                                                             | | |       |                                  |
| Schiedsrichter: Abdulrahman al-Jassim ( Katar)                                | | |       |                                  |
| Spielbericht                                                                  | | |       |                                  |

## Kirgisistan – Philippinen 3:1 (1:0)
| Kirgisistan                                                               | Kirgisistan | Philippinen | Philippinen | Aufstellung                               |
| ------------------------------------------------------------------------- | --- | --- | ----------- | ----------------------------------------- |
| Kirgisistan                                                               | \| 3. Spieltag \| \| 16. Januar 2019 um 17:30 Uhr (14:30 Uhr MEZ) in Dubai (al-Rashid Stadium) \| \| Zuschauer: 4.217 \| \| Schiedsrichter: Turki al-Khudhayr ( Saudi-Arabien) \| \| Spielbericht \| | \| 3. Spieltag \| \| 16. Januar 2019 um 17:30 Uhr (14:30 Uhr MEZ) in Dubai (al-Rashid Stadium) \| \| Zuschauer: 4.217 \| \| Schiedsrichter: Turki al-Khudhayr ( Saudi-Arabien) \| \| Spielbericht \|                                                                                     | Philippinen | Aufstellung Kirgisistan gegen Philippinen |
| Kirgisistan                                                               | Kutman Kadyrbekow – Mustafa Jusupow, Tamirlan Kosubajew, Waleri Kitschin – Kairat Schyrgalbek Uulu, Achlidin Israilow (73. Aziz Sydykow), Edgar Bernhardt, Farchad Musabekow (80. Anton Semljanuchin), Bekschan Sagynbajew – Mirlan Mursajew (85. Tursunali Rustamow), Vitalij Lux Cheftrainer: Alexander Krestinin ( Russland) | Michael Falkesgaard – Stephan Palla (75. Curt Dizon), Luke Woodland, Adam Reed (60. James Younghusband), Álvaro Silva, Daisuke Satō – Patrick Reichelt, Manuel Ott (59. Phil Younghusband), Stephan Schröck , Kevin Ingreso – Javier Patiño Cheftrainer: Sven-Göran Eriksson ( Schweden) | Philippinen | Aufstellung Kirgisistan gegen Philippinen |
| Kirgisistan                                                               | 1:0 Lux (24.) 2:0 Lux (51.) 3:0 Lux (77.) | 3:1 Schröck (80.) | Philippinen | Aufstellung Kirgisistan gegen Philippinen |
| Kirgisistan                                                               | Kosubajew (12.), Musabekow (36.), Bernhardt (66.) | Palla (2.), Silva (45.), Patiño (51.), Woodland (66.), Ingreso (90.+1') | Philippinen | Aufstellung Kirgisistan gegen Philippinen |
| Kirgisistan                                                               | Spieler des Spiels: Vitalij Lux (Kirgisistan) | | Philippinen | Aufstellung Kirgisistan gegen Philippinen |
| 3. Spieltag                                                               | | |             |                                           |
| 16. Januar 2019 um 17:30 Uhr (14:30 Uhr MEZ) in Dubai (al-Rashid Stadium) | | |             |                                           |
| Zuschauer: 4.217                                                          | | |             |                                           |
| Schiedsrichter: Turki al-Khudhayr ( Saudi-Arabien)                        | | |             |                                           |
| Spielbericht                                                              | | |             |                                           |